# Прапор Нових Стрілищ
Пра́пор Нових Стрілищ — символ селища Нові Стрілища Львівської області. Затверджений 18 квітня 1996 року рішенням сесії селищної ради.
Автор — А. Гречило.

## Опис прапора
Квадратне полотнище, на синьому фоні натягнутий жовтий лук зі стрілою, спрямованою до древка, вздовж якого йде жовта вертикальна смуга, завширшки в 1/5 сторони прапора.

## Зміст
Символ розкриває назву поселення. Прапор опрацьовано на основі сюжету з герба містечка.